# Ludwik Franciszek Maciejowski
Ludwik Franciszek Maciejowski (ur. 26 listopada 1883 w Grybowie, zm. wiosną 1940 w Charkowie) – podpułkownik piechoty Wojska Polskiego, kawaler Orderu Virtuti Militari, ofiara zbrodni katyńskiej.

## Życiorys
Syn Antoniego i Julii z Kuźniarów urodzony 26 listopada 1883 w Grybowie, ówczesnym mieście powiatowym Królestwa Galicji i Lodomerii. W 1902 roku ukończył Seminarium Nauczycielskie w Sokalu. Następnie pracował jako nauczyciel. Przeszedł szkolenie wojskowe w armii Austro-Węgier i w 1912 roku został mianowany podporucznikiem rezerwy. Przed wybuchem I wojny światowej należał do Drużyn Bartoszowych.
W 1914 roku został powołany do armii Austro-Węgier. Służył w 9 pułku piechoty Austro-Węgier, a następnie w 20 pułku piechoty Austro-Węgier, był trzykrotnie ranny. Walczył na froncie włoskim. Należał do konspiracyjnej organizacji „Wolność” 1918. Na przełomie października i listopada 1918 roku brał udział w przejęciu władzy nad 20 pułkiem piechoty Austro-Węgier, a następnie doprowadzeniu pułku ze Słowenii do Nowego Sącza.
W 1918 roku wstąpił do Wojska Polskiego. Brał udział w wojnie polsko-ukraińskiej, wojnie polsko-czechosłowackiej oraz wojnie polsko-bolszewickiej w szeregach 1 pułku strzelców podhalańskich.
Po zakończeniu działań wojennych pozostał w wojsku i został zweryfikowany do stopnia majora piechoty ze starszeństwem z dniem 1 czerwca 1919 roku. Do 1925 roku służył w 1 pułku strzelców podhalańskich, będąc m.in. dowódcą I baonu. W 1924 roku został awansowany na stopień podpułkownika piechoty ze starszeństwem z dniem 15 sierpnia 1924 roku. W 1925 roku został przeniesiony do 71 pułku piechoty na stanowisko zastępcy dowódcy pułku, a następnie do 45 pułku piechoty w Równem na takie samo stanowisko.
12 marca 1929 roku został wyznaczony na stanowisko dowódcy 25 pułku piechoty w Piotrkowie. W styczniu 1931 roku został zwolniony ze stanowiska dowódcy pułku i oddany do dyspozycji dowódcy Okręgu Korpusu Nr IV, a z dniem 30 listopada tego roku przeniesiony w stan spoczynku. Po zwolnieniu z wojska zamieszkał w miejscowości Stepań, w powiecie kostopolskim. W 1934 roku, jako oficer stanu spoczynku pozostawał w ewidencji Powiatowej Komendy Uzupełnień Sarny. Posiadał przydział do Oficerskiej Kadry Okręgowej Nr II. Był wówczas „przewidziany do użycia w czasie wojny”.

W czasie kampanii wrześniowej, po agresji ZSRR na Polskę, 21 września 1939 roku dostał się do niewoli sowieckiej pod Maniewiczami. Przebywał w obozie w Starobielsku. Wiosną 1940 roku został zamordowany przez funkcjonariuszy NKWD w Charkowie i pogrzebany potajemnie w masowej mogile w Piatichatkach, gdzie od 17 czerwca 2000 roku mieści się oficjalnie Cmentarz Ofiar Totalitaryzmu w Charkowie. Figuruje na Liście Starobielskiej NKWD pod pozycją 2203.
5 października 2007 roku minister obrony narodowej Aleksander Szczygło mianował go pośmiertnie na stopień pułkownika. Awans został ogłoszony 9 listopada 2007 roku w Warszawie, w trakcie uroczystości „Katyń Pamiętamy – Uczcijmy Pamięć Bohaterów”.

## Ordery i odznaczenia
- Krzyż Srebrny Orderu Wojskowego Virtuti Militari nr 279 (17 maja 1921)[15][16]
- Krzyż Walecznych dwukrotnie[7]
- Złoty Krzyż Zasługi (24 maja 1929)[17]
- Medal Pamiątkowy za Wojnę 1918–1921[7]
- Medal Dziesięciolecia Odzyskanej Niepodległości[7]
- Złoty Medal Waleczności „Obilica” (Serbia)